# Estação Y Griera
A Estação Y Griera é uma das estações do Metrorrey, situada em Monterrei, entre a Estação Parque Fundidora e a Estação Eloy Cavazos. Administrada pela STC Metrorrey, faz parte da Linha 1.
Foi inaugurada em 25 de abril de 1991. Localiza-se no cruzamento da Avenida Cólon com a Avenida Madero. Atende o bairro Acero.